# Abuso narcisista
El abuso narcisista es un hiperónimo para el abuso psicológico, financiero, sexual y físico cometido por alguien con rasgos narcisistas o que padece del trastorno de personalidad narcisista.
El término surgió a finales del siglo XX y se ha vuelto prominente en el siglo XXI gracias de las obras de Alice Miller y otros neofreudianos, rechazando la Schwarze Pädagogik («pedagogía negra»). 
 Miller usó el "abuso narcisista" para referirse a una forma específica de maltrato emocional de los niños por padres que ella consideraba padres-narcisistas, padres quien requieren al niño que renuncie a sus propios deseos y sentimientos para servir a las necesidades de autoestima de los propios padres, lo que constituye el abuso narcisista. El término también ha venido a ser utilizado más extensamente para referir a las formas de abuso en las relaciones adultas por parte del narcisista.
En la actualidad, la cultura de autoayuda supone que una persona abusada por padres narcisistas como niño probablemente tendrá problemas con la codependencia en la edad adulta. Un adulto que está o ha estado en una relación con un narcisista es probable que va a tener que luchar con no saber lo que constituye una relación «normal».

## En relaciones parentales

### Antecedentes: Ferenczi
Las raíces del interés actual por el abuso narcisista remontan a la obra de Sándor Ferenczi en su última parte. 
Las raíces de todas las teorías psicoanalíticas modernas sobre los trastornos de personalidad "esquizoide", "narcisista" y "límite" se encuentran en estos primeros apasionados, inquietos e incipientes intentos de Ferenczi de ayudar a personas sobre quienes otros analistas se habían rendido en desesperación.
Ferenczi sostuvo en su seminal artículo "Confusión de lenguas entre adultos y niños" ("Confusion of Tongues Between Adults and the Child") que una madre puede hacer de la niña una enfermera de por vida, de hecho una madre sustituta, llorando su sufrimiento y sin tener en cuenta los intereses del niño. Dentro de estos patrones tan distorsionados en la relación entre padres e hijos, "Ferenczi creía que el silencio, la mentira y la hipocresía de los cuidadores son los aspectos más traumáticos del abuso", produciendo en última instancia lo que él denominó "mortificación narcisista".
Ferenczi también estudió tales distorsiones en la relación terapeuta/paciente, acusándose a sí mismo de abuso sádico (e implícitamente narcisista) de sus pacientes.

### Kohut, Horney y Miller
Medio siglo después, a raíz del dictamen innovador de Kohut de que la era del "narcisismo normal" y el privilegio narcisista normal había llegado —la edad, es decir, del suministro parental normativa de la oferta narcisista—, apareció el concepto de su inverso: abuso narcisista.(...)

### Desarrollo
El trabajo de Miller, en su énfasis sobre la interacción entre padre e hijo en la vida real, desafió la narración(interpretación) freudiana ortodoxa de la fantasía edípica, en una acusación sostenida dirigida a los soportes morales y pedagógicas de la industria de la terapia; y lo hizo en un momento cuando la palabra clave de los años ochenta era, invariablemente " abuso ". (...)

## En relaciones adultas
El abuso narcisista también puede ocurrir en relaciones de adultos, donde la persona narcisista tiende a buscar un compañero exitoso (independiente, educado y atractivo) y también empático para ganar admiración de sus propios atributos - el suministro narcisista. El narcisista crea una relación dinámica de abusador-víctima a través de un ciclo de abuso que resulta en una unión traumática, lo que hace difícil para su pareja salir de esa relación cada vez más abusiva. 
Las personas codependientes pueden buscar relaciones con los narcisistas de modo voluntario.
Las relaciones de los narcisistas se caracterizan por un período de intensa implicación e idealización de su pareja, seguido por uno de devaluación y luego de un rápido desechar de la pareja.
Al principio de la relación con un narcisista, a su pareja sólo se le muestra el yo ideal del narcisista, el que incluye pseudo-empatía, amabilidad y encanto. Una vez que el socio se ha comprometido a la relación (por ejemplo, a través del matrimonio o una sociedad de negocios), el verdadero yo del narcisista empieza a surgir. El abuso narcisista inicial comienza por comentarios despreciativos y crece hasta el desprecio, hacer caso omiso, el adulterio, el sabotaje y, a veces, el abuso físico.
En la médula de un narcisista se encuentra una combinación de derecho y de baja autoestima. Estos sentimientos de inadecuación se proyectan sobre la víctima. Si la persona narcisista se siente poco atractiva, ella va a menospreciar la apariencia de su pareja. Si el narcisista comete un error, este error se convierte en culpa de la pareja. Los narcisistas también se dedican a abusos insidiosos y manipuladores, dando sutiles consejos y comentarios que resultan en que la víctima llega a cuestionar su propio comportamiento y pensamientos (el denominado en inglés gaslighting). Cualquier crítica al narcisista, por leve que sea, ya sea real o percibida, desencadena a menudo en la persona narcisista la rabia narcisista y tentativas de aniquilación total. Esto puede tomar la forma de tiradas gritonas, sabotaje secreto (poner trampas, ocultar pertenencias, difundir rumores, etc.).
El desechar puede ser una fase muy rápida y ocurre una vez que el suministro narcisista se obtiene de otra fuente. En relaciones románticas, el suministro narcisista puede ser adquirido por tener aventuras. El nuevo socio se encuentra a su turno en la fase de idealización y sólo atestigua el yo ideal del narcisista; así se inicia de nuevo el ciclo del abuso narcisista. Los narcisistas no se responsabilizan nunca de las dificultades de la relación y no muestran ningún remordimiento. Es más, se creen víctimas de la relación.